# Безкровна (річка)
Безкро́вна — річка у Полтавській області, притока річки Кагамлика (басейн Дніпра). Тече територією Кременчуцького району.